# Monasterio de los Jerónimos de Belém
El monasterio de los Jerónimos de Santa María de Belém (en portugués: mosteiro dos Jerónimos de Santa Maria de Belém) es un antiguo monasterio de la Orden de San Jerónimo y que se ubica en el barrio de Belén, en Lisboa, Portugal. 
Diseñado en estilo manuelino por el arquitecto Juan de Castillo, fue encargado por el rey Manuel I de Portugal para conmemorar el afortunado regreso de la India de Vasco de Gama. Se fundó en 1501 sobre el enclave de la ermida do Restelo en lo que fue la playa de Restelo, ermita fundada por Enrique el Navegante, y en la cual, Vasco de Gama y sus hombres pasaron la noche en oración antes de partir hacia la India. La primera etapa constructiva de la iglesia nueva comenzó en 1514 y fue ampliándose y modificándose hasta el siglo XX. Se financió gracias al 5 % de los impuestos obtenidos de las especias orientales, a excepción de los de la pimienta, la canela y el clavo, cuyas rentas iban directamente a la Corona.
El estilo manuelino se caracteriza por la mezcla de motivos arquitectónicos y decorativos del gótico tardío y del renacimiento. Destacan los portales principal y lateral, el interior de la iglesia y el magnífico claustro. Las capillas de la iglesia fueron remodeladas en puro estilo renacentista en la segunda mitad del siglo XVI y contienen las arcas funerarias de Manuel I y su familia, además de otros reyes de Portugal.
En los Jerónimos se hallan también las tumbas (neomanuelinas) del navegador Vasco da Gama y el poeta Luís de Camões. En una capilla del claustro descansan, desde 1985, los restos del escritor Fernando Pessoa.
En un anexo construido en 1850 se ubica el Museo Nacional de Arqueología, el museo de la Marina se encuentra en el ala oeste. 
En diciembre de 2007 se firmó en este monasterio el tratado de Lisboa, un acuerdo de la Unión Europea que sustituye la Constitución Europea y reforma los tratados que estaban vigentes.
Este monasterio, al igual que la cercana torre de Belém y el monumento a los Descubrimientos simboliza la Era de las exploraciones portuguesa y se cuenta entre las principales atracciones turísticas de Lisboa. Junto con la torre de Belém, el monasterio de los Jerónimos fue declarado Patrimonio de la Humanidad por la Unesco en 1983.

## Historia
El monasterio de los Jerónimos reemplazó a una iglesia previa ubicada en mismo lugar, que estaba dedicada a Santa María de Belém y en cuyas estancias los monjes de la Orden de Cristo daban auxilio a los marineros en su camino. El puerto de la playa de Restelo era una zona ventajosa para los navegantes debido a su anclaje seguro y a salvo del fuerte viento, codiciado por barcos que entraban por el estuario del Tajo. La estructura actual fue inaugurada por el monarca Manuel I (1469-1521) en 1495, como lugar de descanso de la Casa de Avís, creyendo que una dinastía uniría los reinos ibéricos tras su fallecimiento. En 1496, Manuel I solicitó al Papa permiso para construir un monasterio en la zona. La ermita de Restelo, como se la conocía, ya se encontraba en abandono cuando Vasco da Gama y su tripulación pernoctó rezando la noche anterior a su expedición hacia Oriente en 1497.

### Renacimiento(siglo XVI)

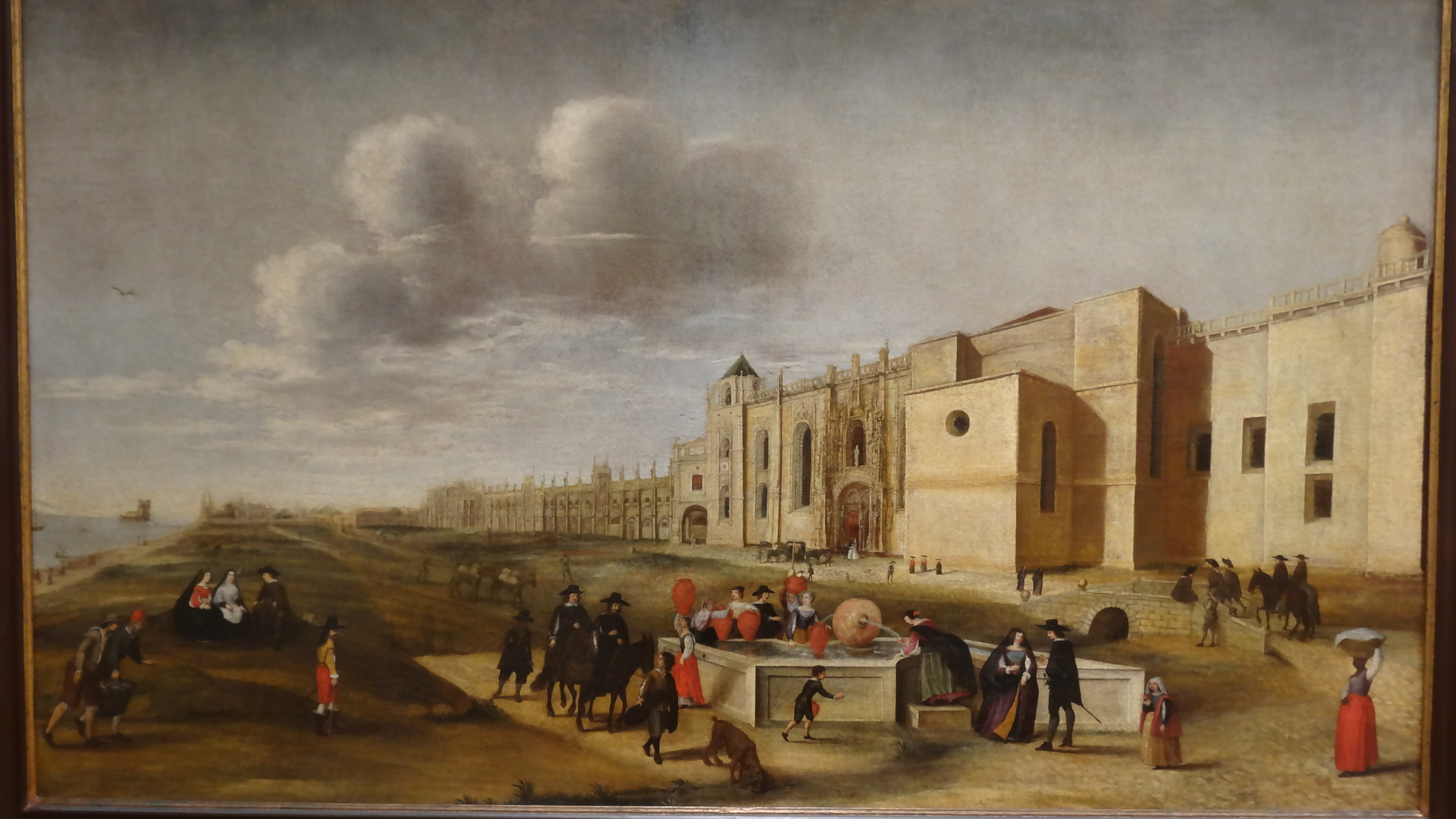
Vista del monasterio y la plaza de Belém (1657). Filipe Lobo, Museo Nacional de Arte Antiguo

La construcción del monasterio y la iglesia comenzó el 6 de enero de 1501 y fue completada un siglo más tarde. El rey Manuel originalmente financió el proyecto con el dinero obtenido de la Vintena da Pimienta, el impuesto del 5% del comercio con África y Oriente, equivalente a 70 kilogramos de oro anuales, con la excepción de aquellas tasas recaudadas de la importación de pimienta, canela y clavos, que iban directamente a la Corona. Debido al gran presupuesto previsto, los arquitectos no escatimaron y diseñaron grandes proyectos, e incluso los recursos destinados previamente al monasterio de Batalha, incluido el panteón de los Avís, fue redirigido al proyecto faraónico en Belém.
Manuel I decidió que los monjes de la Orden de San Jerónimo ocuparan el monasterio, destinados a rezar por el alma eterna del monarca y proveer de asistencia espiritual a los navegantes y marineros que zarpaban desde el puerto de Restelo para descubrir tierras alrededor del mundo.
El monasterio fue diseñado en un estilo posteriormente conocido como manuelino: una rica ornamentación arquitectónica con temas escultóricos complejos que incorporan elementos marítimos y objetos descubiertos durante las expediciones navales, esculpidas en caliza. La primera etapa constructiva se encargó al arquitecto de origen francés, el maestro Diogo de Boitaca, autor de la primitiva iglesia de Jesús de Setúbal. Boitaca se encargó de dibujar los planos y contratar los trabajos del monasterio, la sacristía y el refectorio, para lo que utilizó piedra lioz, caliza de color dorado extraída de Ajuda, el valle de Alcántara, Laveiras, Rio Seco y Tercena. Boitaca trabajó en el edificio en los años de 1514 y 1516, aunque su proyecto no fue llevado a cabo, pues fue sustituido por el proyecto del siguiente arquitecto. Planificó la obra siguiendo las normas imperantes del momento por toda Europa del gótico final. De esta etapa poco queda hoy.
En 1517 le sucedió en las obras Juan de Castillo (en Portugal era conocido como João de Castilho). Juan de Castillo era de origen español según acredita un documento en que sus parientes dicen Juan de Castillo era natural de la Merindad de Trasmiera del reino de Castilla… concretamente de Castillo, pequeña localidad de la comarca de Trasmiera en Cantabria. Se sabe que trabajó en España hasta 1505. Con Castillo la obra comienza en su mayor dimensión y se corresponde con las mejores partes del edificio en estilo manuelino conjugándolo con el plateresco y estructuras renacentistas. Bajo su dirección se construyó la iglesia con las más osadas bóvedas, el claustro, la sacristía, la sala capitular y el refectorio.
A la muerte del rey Manuel (1521) las obras se paralizaron y continuaron en tiempos del rey Juan III, hasta que más tarde continuaron con el arquitecto Diogo de Torralva en 1544, cuya fecha aparece grabada en piedra, quien añadió la capilla mayor, el coro y completó las dos plantas del monasterio, usando temas renacentistas. La diferencia de estilo de este arquitecto con respecto al de los anteriores se muestra sobre todo en el gran friso alto realizado por Diego de la Zarza y en la introducción de los medallones vueltos de lado. El trabajo de Torralva fue continuado en 1571 por Jérôme de Rouen, quien añadió algunos elementos clásicos. La construcción se interrumpió en 1580 tras la unión de España y Portugal, evento que provocó que todas las recaudaciones se dirigieran al monasterio de El Escorial, construido por Felipe II de España.

### Edad Moderna(siglos XVII-XVIII)

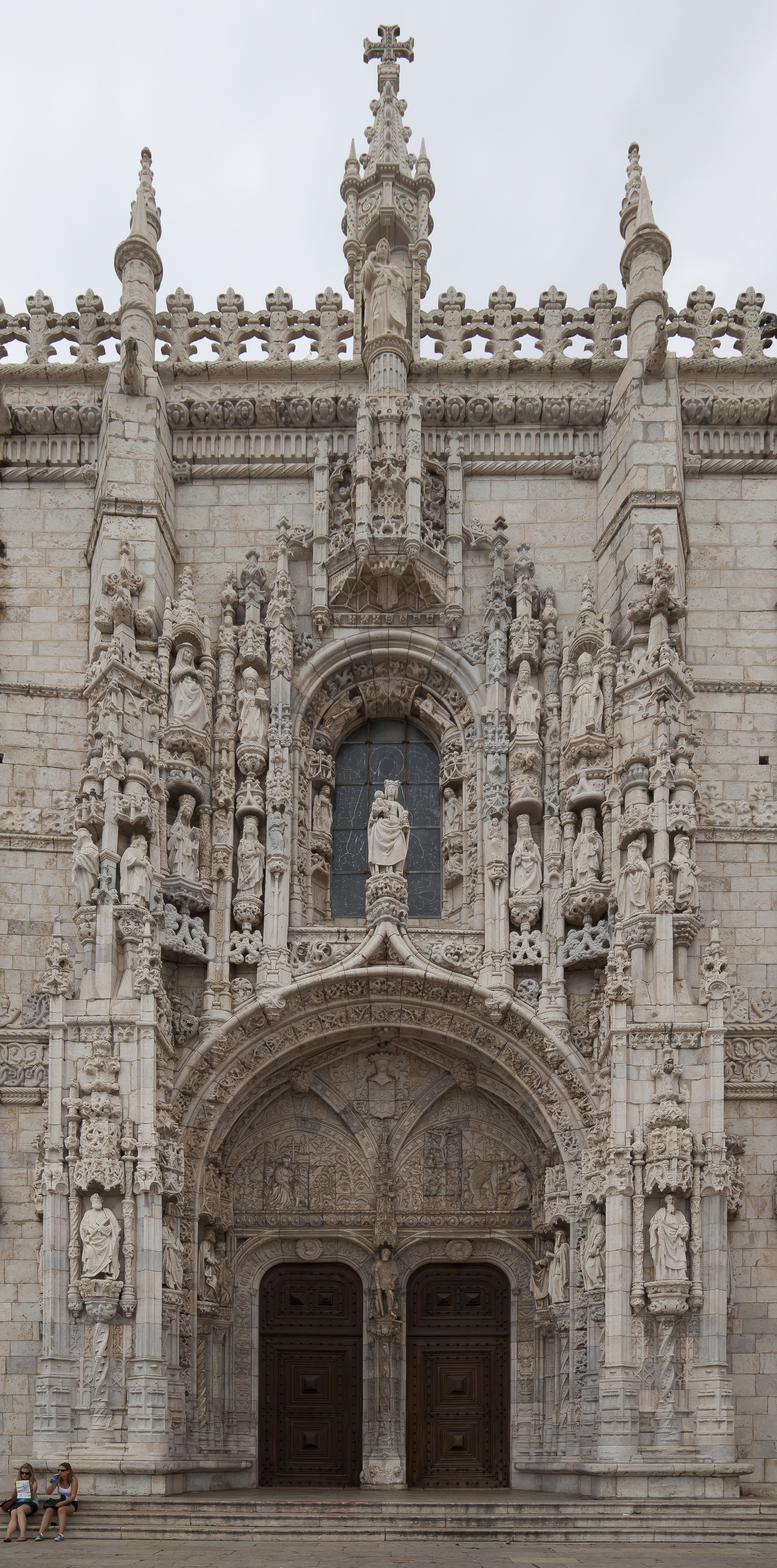
Entrada a la iglesia

El 16 de julio de 1604, Felipe II de España convirtió el monasterio en un mausoleo real, permitiendo el acceso únicamente a la familia real y a los monjes jerónimos. Se construyó una nueva portada en 1625, así como una puerta al claustro, la casa de los guardianes, una escalera y un vestíbulo que fue la entrada al coro superior diseñada por el arquitecto Teodósio Frias y ejecutada por el masón Diogo Vaz. En 1640, el prior Bento de Siqueira ordenó la construcción de la biblioteca del monasterio, donde se depositó la colección del infante Luis, hijo del rey Manuel I, y otros libros relacionados con la orden religiosa.
Con la recuperación de la independencia portuguesa en 1640, el monasterio recobró bastante importancia, convirtiéndose en lugar de enterramiento de la familia real; entre sus muros se enterraron cuatro de los ocho hijos de Juan IV de Portugal: el infante Teodósio, la infanta Juana, el rey Alfonso VI y Catalina de Braganza. En 1682 fue enterrado en la capilla del transepto Enrique I de Portugal. El 29 de septiembre de 1855, el cuerpo de Alfonso VI fue trasladado al panteón real de la Casa de Braganza en el monasterio de São Vicente de Fora, junto a sus tres hermanos y su hermana.
En 1663, la Hermandad del Señor de los Pasos ocupó la antigua capilla de San Antonio, que había sido redecorada con una techumbre de azulejos dorados en 1669, mientras que la escalera de frescos con la heráldica de San Jerónimo fue completada en 1770. Los retablos fueron finalizados entre 1709 y 1711, además se presentaron valiosas alfaias a la orden religiosa y la sacristía se redecoró en 1713. El artista Enrique Ferreira fue contratado en 1720 para pintar a los monarcas de Portugal: esta serie real fue ubicada en la Sala de los Reyes. Ferreira también fue encargado de realizar una serie de pinturas relacionadas con la Natividad.
Milagrosamente, el monasterio no sufrió grandes daños durante el terremoto de 1755 de Lisboa: únicamente la balaustrada y parte del coro superior sufrieron grandes daños, aunque fueron subsanados rápidamente. El 28 de diciembre de 1833, el monasterio de los Jerónimos fue secularizado por decreto estatal y su propiedad fue transferida a la Real Casa Pía de Lisboa para servir como iglesia parroquial para la nueva freguesia civil de Santa María de Belém. Durante este periodo de desamortización, muchas de las obras de arte y tesoros se transfirieron a la Corona o se perdieron. Su uso quedó relegado a un segundo plano y el edificio comenzó a deteriorarse.

### Recuperación (sigloXIX)

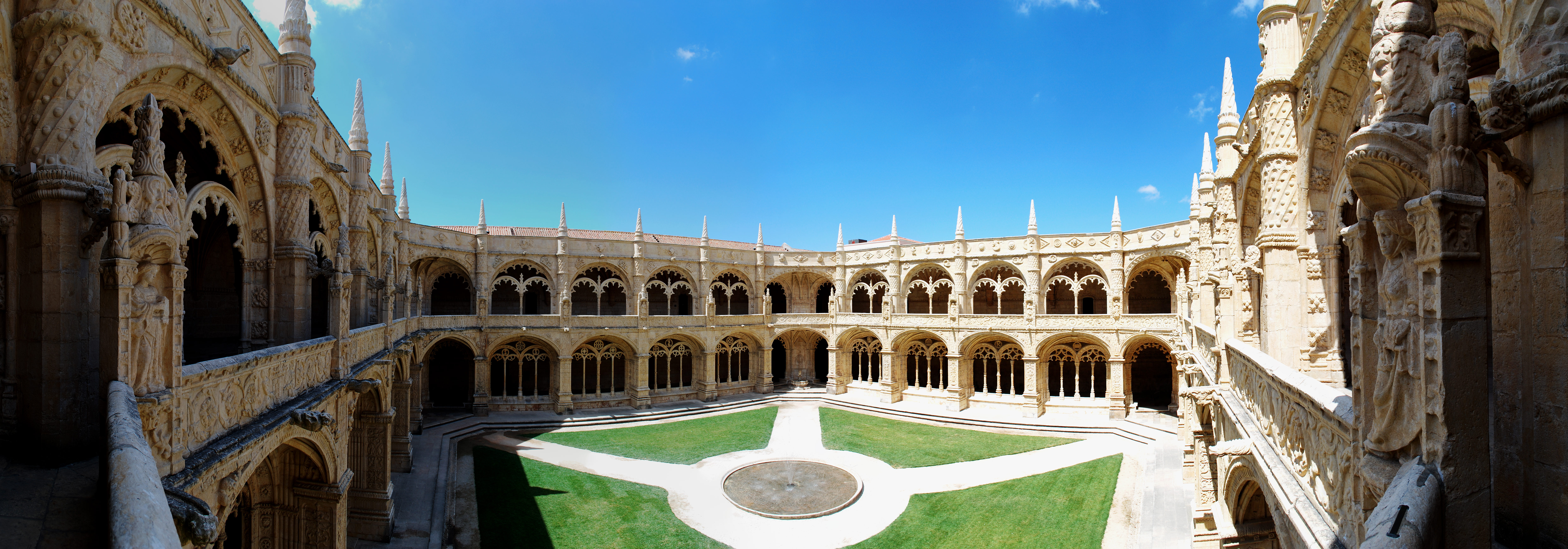
Claustro

Los trabajos de restauración comenzaron tras 1860, comenzando con la fachada sur bajo la supervisión del arquitecto Rafael Silva e Castro, y en 1898 por Domingos Parente da Silva. A pesar de que fueron demolidos la cisterna del claustro, celdas clericales internas y la cocina, se denegaron tres proyectos de reconstrucción propuestos por el arquitecto J. Colson, que incluían la introducción de elementos neo-manuelinos. En 1863, el arquitecto Valentim José Correia fue contratado por el defensor de la Casa Pía, Eugénio de Almeida, para reorganizar la segunda planta de los antiguos dormitorios y el diseño de las ventanas (1863-65). Más tarde, fue reemplazado por Samuel Barret, quien edificó las torres en el extremo occidental de los dormitorios. Inexplicablemente, el arquitecto fue sustituido de nuevo por los diseñadores paisajistas italianos Rambois y Cinatti, quienes habían trabajado en el diseño del Teatro Nacional de San Carlos, y continuaron con las obras en el monasterio. Entre 1867 y 1868 alteraron de manera intensa el anexo y la fachada de la iglesia, lo que le dio el aspecto que presenta actualmente, así como demolieron la galería y la Sala de los Reyes, construyeron las torres de los dormitorios orientales y el rosetón del coro superior y sustituyeron la techumbre piramidal del campanario con un diseño mitral. Esta remodelación sufrió algunos retrasos debido al colapso del dormitorio central en 1878. Raymundo Valladas comenzó a colaborar en el proyecto a partir de 1884, comenzando dos años más tarde la restauración del claustro y la Sala do Capítulo, lo que incluyó la construcción de una bóveda. La tumba de Alexandre Herculano, diseñada por Eduardo Augusto da Silva, fue ubicada en la Sala do Capítulo en 1888.
Con motivo de la celebración del cuarto centenario de la llegada de Vasco da Gama a la India en 1898, se decidió restaurar la tumba del explorador cuatro años antes. Los mausoleos de Vasco da Gama y Luís de Camões, esculpidos por el artista Costa Mota, se erigieron en la capilla lateral sur. Un año más tarde, el monasterio recibió los restos mortales del poeta João de Deus, y posteriormente se unieron las tumbas de Almeida Garrett (1902), Sidónio Pais (1918), Guerra Junqueiro (1923) y Teófilo Braga (1924).

### República de Portugal

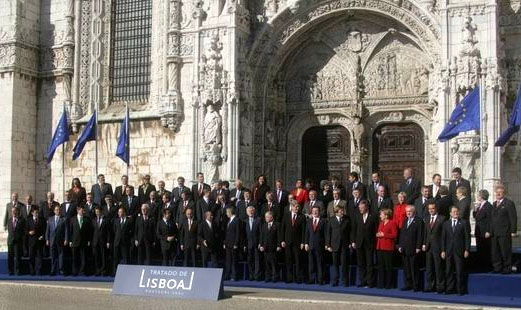
Ceremonia del Tratado de Lisboa de 2007 (foto de familia)

El Ministerio de Obras Públicas de Portugal aprobó un concurso público para finalizar el anexo, que sería utilizado como Museo Nacional de Industria y Comercio, aunque este proyecto fue cancelado en 1899 y en su lugar se ubicó el Museo Etnológico Portugués. En 1898 se continuaron las remodelaciones comenzadas por Parente da Silva unos años antes en el anexo central, ahora simplificado, así como la restauración de la sillería del coro, que fue completada en 1924 por el escultor Costa Mota. En 1938 se desmanteló el órgano ubicado en el coro superior al mismo tiempo que una serie de vidrieras, diseñadas por Abel Manta y ejecutadas por Ricardo Leone, fueron sustituidas en la fachada meridional.
Como parte de las celebraciones del centenario de la Portugal moderna en 1939, se finalizaron más restauraciones en el monasterio y la torre. Durante estos proyectos, el baldaquino y la tumba de Alexandre Herculano se desmanteló y se pavimentó el patio del claustro. En 1940, la explanada frente al monasterio fue rediseñada para la Exposición del Mundo Portugués. La Casa Pía vació los espacios interiores del claustro y las tumbas de Camões y Vasco da Gama fueron trasladadas hasta el coro inferior. Una serie de ventanales diseñados por Rebocho y ejecutadas por Alves Mendes fueron completadas en 1950.
En 1951 los restos mortales del presidente Óscar Carmona fueron enterrados en la Sala do Capítulo. Sin embargo, en 1966 fueron trasladados al Panteón Nacional para unirse a las tumbas de otros presidentes y símbolos literarios del país. El museo de la Marina fue inaugurado en el ala oeste del monasterio en 1963. En 1983, la Unesco declaró Patrimonio de la Humanidad el monasterio de los Jerónimos y la torre de Belém. Cuando Portugal se unió a la Comunidad Económica Europea en 1985, la ceremonia oficial se celebró en el claustro del monumento.
A finales del siglo XX se produjeron algunas obras de conservación como la limpieza y restauración de la capilla mayor en 1999 y del claustro entre 1998 y 2002. El 13 de diciembre de 2007 se firmó el Tratado de Lisboa en el monasterio, donde constaban las bases para reformar la Unión Europea.

## Arquitectura

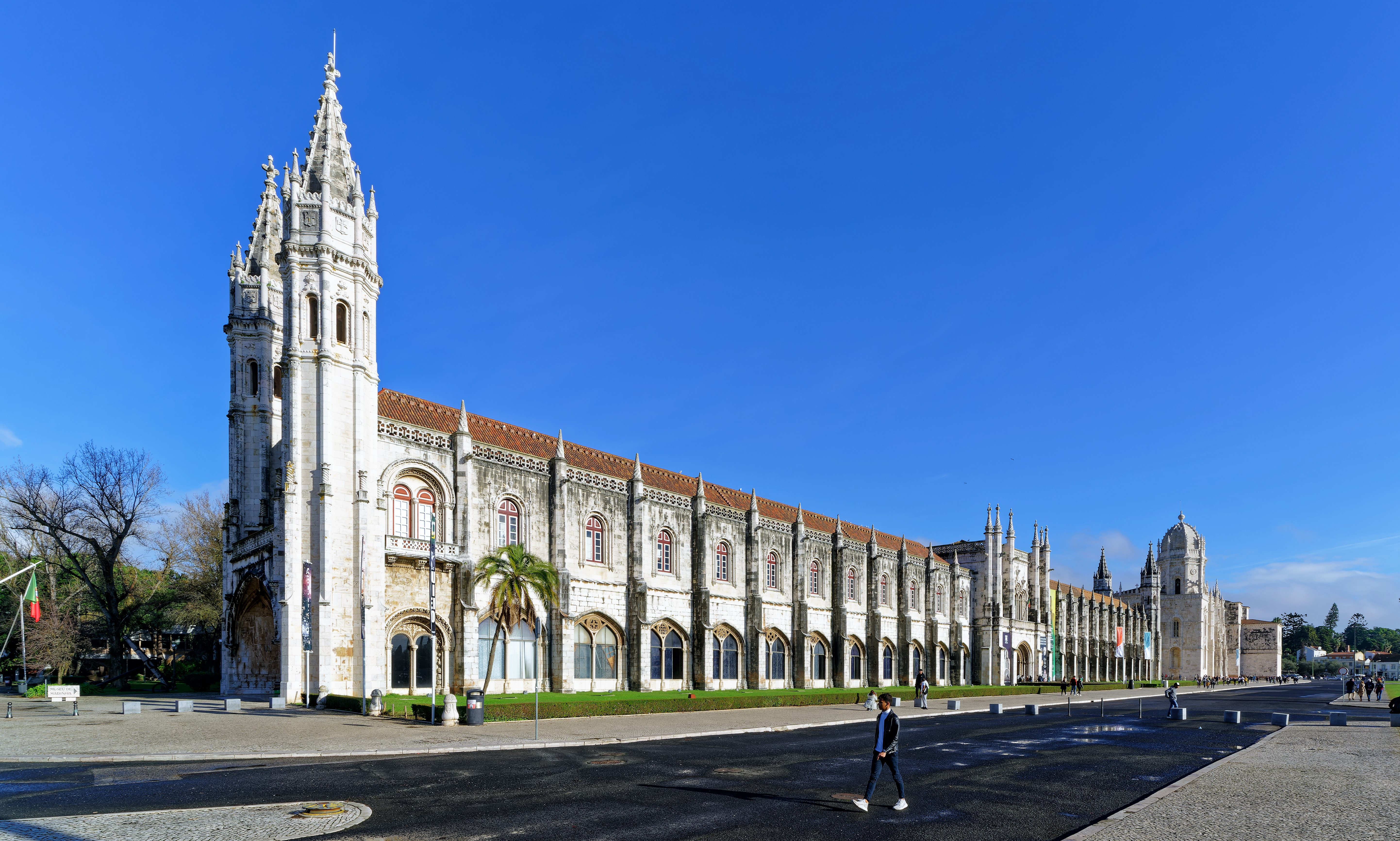
Vista general

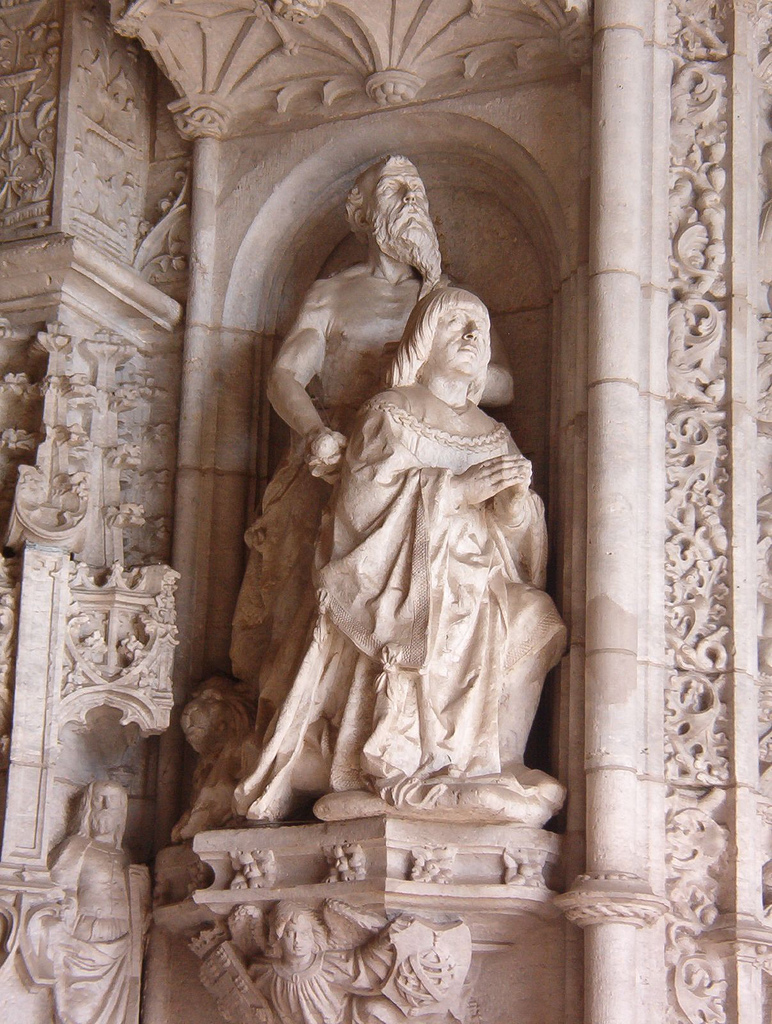
Estatua del rey Manuel I de Portugal, el principal patrocinador del monasterio. La figura situada detrás del rey es San Jerónimo

Los críticos de arte consideran este monasterio como la joya del estilo manuelino y uno de los monumentos más importantes de Lisboa y Portugal.

### Portada meridional
Fue diseñada por el arquitecto Juan de Castillo que se inspiró en el estilo tardogótico aun vigente con la introducción de la decoración plateresca y elementos renacentistas. Está dividida verticalmente en dos cuerpos. El de abajo consta de un gran arco conopial que cobija dos puertas de acceso. En el tímpano se pueden ver unos bajorrelieves con representaciones de la vida de san Jerónimo y el escudo portugués. El arco está rematado por una escultura de la Virgen de Belém. La parte superior presenta una ventana de arco de medio punto. Ambos cuerpos están limitados por ornamentación tardogótica, con estatuas bajo doseletes y esbeltos pináculos.

### Portada occidental
Es un buen ejemplo de transición del gótico al renacimiento. Fue diseñada por Castillo cuyas esculturas del rey Manuel I y su esposa María están realizadas por Nicolás de Chantarenne. 

### Interior

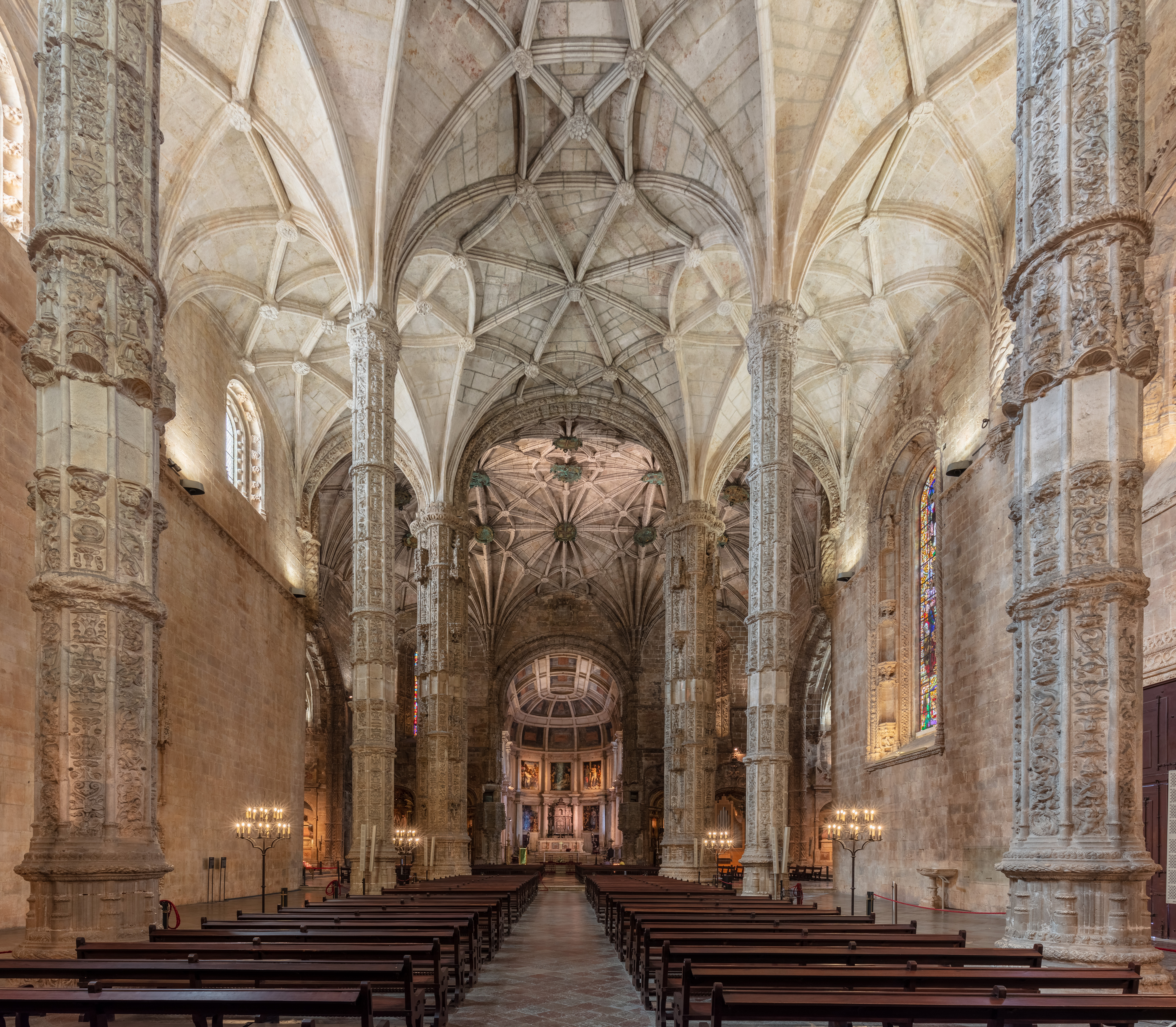
Interior del monasterio

El interior es muy amplio y luminoso, con una sola nave de planta salón y una abigarrada decoración manuelina. La bóveda del crucero es grandiosa y cubre una superficie de 29 x 19 metros, sin apoyos centrales y con una compleja red de nervaduras. Fue diseñada por Juan de Castillo en 1522. La bóveda de la nave también fue diseñada por él y fue realizada en 1520.
La Capilla mayor fue reformada en 1571 por el maestro Jerónimo Ruão siguiendo las trazas proporcionadas por Diogo de Torralva en estilo renacentista avanzado, con el mismo estilo que la capilla mayor de la iglesia del monasterio de El Escorial. El retablo incorpora una serie de pinturas sobre tabla de Lourenço de Salzedo y un monumental sagrario del siglo XVII. En esta capilla se encuentran apoyadas sobre elefantes las tumbas del rey Manuel I y su esposa María y de Juan III y Catalina de Austria.
- Sacristía: Diseñada por Juan Castillo en estilo manuelino. Su bóveda se apoya en una columna situada en el centro. Guarda una buena colección de pinturas con el tema de la vida de san Jerónimo, de distintos artistas manieristas portugueses.

- En otros puntos de la iglesia se encuentran las tumbas de Vasco de Gama, con símbolos náuticos, y la del rey Sebastián I que está vacía. Este joven personaje nunca regresó de la batalla de Alcazarquivir en 1578.

### Claustro

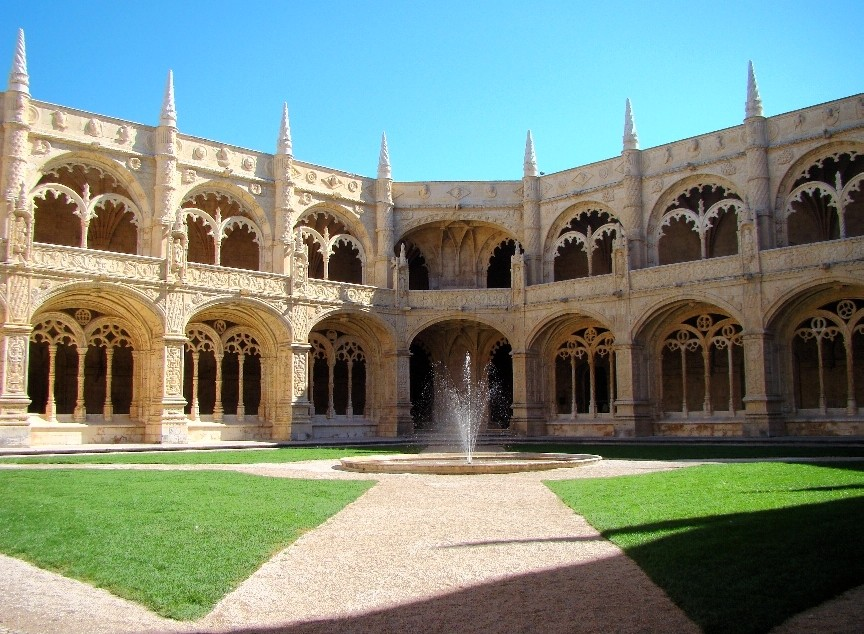
Claustro

Se encuentra situado junto a la nave norte del templo. Fue diseñado por Juan de Castillo. Fue realizado entre 1517 y 1519 con varias contratas y subcontratas dando lugar a un resultado final de armonía y uniformidad. 
Todo el claustro está ampliamente decorado con motivos manuelinos (letra M, esfera armilar, cabos marineros, temas religiosos, hornacinas, medallones, etc.). Desde el piso de arriba se puede acceder al coro alto de la iglesia, que fue construido por Torralva en el siglo XVI. En él se halla una importante sillería también del XVI.
El refectorio es bastante amplio, cubierto por una buena bóveda nervada. Su realización fue delegada contrata a Leonardo Vaz, bajo los diseños de Castillo. Sus paredes están decoradas con la línea de una soga y con azulejos del siglo XVIII. 

En la sala capitular se encuentra la tumba de Alexandre Herculano (1810-1877), historiador y primer alcalde de Belém y fue diseñada también por Castillo, dejando entre sus aparejadores a su hermanastro Diego de Castillo.

## Miembros de la realeza enterrados en los Jerónimos
Los reyes de Portugal:
- Manuel I el Afortunado (Alcocheta, 1469 - Lisboa, 1521) y su esposa María de Aragón (1482-1517), hija de los Reyes Católicos.
- Juan III (Lisboa, 1502 - Lisboa, 1557) y su esposa Catalina de Austria (1507-1578), hija de Felipe I el Hermoso y Juana I de Castilla.
- Sebastián I (Lisboa, 1554 - Alcazarquivir, 1578)
- Enrique I (Lisboa, 1512 - Almeirim, 1580)

Hijos de Juan III:
- Alfonso (1526 - 1526)
- Felipe (1532 - 1539)
- Juan Manuel (1537 - 1554)
- Manuel (1531 - 1537)
- Antonio (1539 - 1540)
- Dionis (1535 - 1535)
- Isabel (1529 - 1529)
- Beatriz (1530)

Hijos de Manuel I:
- Fernando (1507-1534)
- Alfonso, cardenal
- Luis (1506-1555)
- Carlos
- Eduardo (1515-1540)

Tras la restauraciòn del reino portugués y ascensión de Juan IV en 1640, el monasterio recuperó su posición de Panteón Real siendo enterrados ahí cuatro de los hijos de dicho monarca:
- Teodosio III de Braganza, Príncipe de Brasil (1534 - 1553)
- Juana de Braganza, Princesa de Beira (1636 - 1653)
- Alfonso VI de Portugal (1643 - 1683)
- Catalina de Braganza, Reina consorte de Inglaterra (1638 - 1705)

En 1855 serían transferidos al Panteón de los Braganza en el Monasterio de San Vicente de Fora.